# Folding@home
Pour les articles homonymes, voir FAH.
Folding@home, parfois désigné par l'abréviation FAH, est un projet de recherche médicale dont le but est de simuler le repliement des protéines dans diverses configurations de température et de pression afin de mieux comprendre ce processus, et d'en tirer des connaissances utiles qui pourraient, entre autres, permettre de développer de nouveaux médicaments, notamment contre la maladie d'Alzheimer, la drépanocytose, certains types de cancers et la maladie à coronavirus 2019. C'est un projet de calcul distribué qui fonctionne avec la puissance de calcul non utilisée des ordinateurs et, anciennement, des smartphones et des PlayStation 3 de milliers de volontaires.
Folding@home est un des systèmes les plus rapides au monde, avec une vitesse qui dépasse le seuil symbolique de l'exaFLOPS le 25 mars 2020, plus rapide que les 7 premiers superordinateurs du monde cumulés ainsi que tous les projets distribués de BOINC combinés. Toute cette puissance a permis aux chercheurs de faire des simulations d'une complexité inégalée et plusieurs milliers de fois plus longues qu'auparavant. Depuis 2001, les données de simulation ont permis de publier plus de 200 articles dans des revues scientifiques. Les résultats expérimentaux concordent avec les simulations.
Le projet a été fondé, et dirigé pendant plus de 18 ans, par Vijay S. Pande, à l'université Stanford, en Californie.

## Organisation
Le projet Folding@home est développé, déployé et maintenu par le Pande Lab, une structure pluridisciplinaire à but non lucratif émanant du département de chimie de l'université Stanford, ce qui est une garantie que les résultats des calculs seront accessibles aux chercheurs et autres scientifiques du monde entier.
Le projet est en grande partie financé par les National Institutes of Health (NIH) et la National Science Foundation (NSF) des États-Unis. Folding@home est ou a été également soutenu – financièrement et/ou techniquement – par quelques entités privées : Intel, Google (barre d'outils), Sony (PS3), ATI, Nvidia (CUDA), Apple et Dell.
En février 2019, Greg Bowman, désigné par Vijay Pande, prend le relais à la direction du projet, désormais basé à l'école de médecine de l'université Washington de Saint-Louis, dans le Missouri.

## Fonctionnement

### Répartition du travail
L'étude est effectuée par un moteur ou client, que chacun peut installer sur son ordinateur (sous Windows, Linux, macOS, en ligne de commande ou en mode graphique, sous forme d'un écran de veille). Ce client, va effectuer les calculs sur le CPU ou le GPU de l'ordinateur (selon la formule choisie). Le code source de ce logiciel n'est pas diffusé afin de complexifier la communication de faux résultats aux serveurs, ce qui fausserait le projet.
Chaque calcul occupe le processeur ou le GPU client quand il n'est pas utilisé. Cela ne donne donc lieu à aucun ralentissement de la machine. Chaque calcul dure de 4 à 200 heures environ, selon la configuration matérielle de l'ordinateur.
Le client télécharge une nouvelle unité de travail (en anglais « WU » pour work unit) de manière automatique dès qu'il a fini de calculer la précédente.
Une unité de travail définit un ensemble de paramètres pour la simulation de repliement de protéines. Les calculs eux-mêmes sont effectués par un des « cores » suivants : Tinker, Gromacs, Amber, CPMD, Sharpen, ProtoMol ou Desmond.

### Types de client

#### Console Linux
Le logiciel peut fonctionner avec l'invite de commande sous Linux.

#### Windows, mode graphique
Sous Windows, en mode graphique, le client se présente sous la forme d'un écran de veille.

#### Client GPU
Folding@home fonctionne aussi avec les GPU ATI/AMD, et les GPU Nvidia. Cela a permis, sans surprise, de décupler la puissance de calcul dédiée au projet, grâce à l'architecture massivement parallèle des puces 3D actuelles. Cependant, avec les besoins de plus en plus grands, les anciennes générations de GPU comme la GeForce GTX 280 ou Radeon HD 5870 ne sont plus exploitables. Pour de meilleurs résultats et, surtout, un efficience plus efficace, il est recommandé de pointer vers des générations plus récentes comme les générations GeForce RTX ou Radeon RX. Les GPU Intel peuvent être exploités, bien que pour l'instant, seule la génération ARC B soit exploitable.
Folding@home demande les drivers NVIDIA CUDA 11.2, ce qui est comprend les toutes les GeForce RTX (20 à 50), ainsi que les anciennes gammes GTX depuis "Kepler" (GeForce 600). Du coté AMD, OpenCL 2.x est demandé, ce qui intègre toutes les séries Radeon depuis les HD 7000. l'API HIP d'AMD est également prit en charge, mais plus efficacement sous Linux (Windows est moins efficace, en plus de se limiter à 2 modèles de GPU seulement). Pour ce qui est de Intel, seules les nouvelles ARC B "Battlemage" peuvent calculer de manière efficace (Les ARC A "Alchemist" sont exclus par le manque de FP64 hardware)

#### Windows, dans la Google Toolbar
Sous Windows dans Internet Explorer, une icône Folding@home pouvait être incluse dans la barre d'outils Google. Un menu était accessible via cette icône. Il permettait de mettre en pause le calcul, le paramétrer ou encore accéder aux statistiques.
Google a maintenant cessé d'inclure cette fonctionnalité dans sa barre d'outils.

#### PlayStation 3

Total de la puissance de calcul des 500 meilleurs supercalculateurs mondiaux de 1993 à 2008. Source : TOP500.

La puissance de calcul et l'accès aux réseaux de la PlayStation 3 ont inspiré l'université Stanford qui coopère avec Sony pour que la PS3 participe à Folding@home sous le nom de cure@PS3.
Le projet a été lancé le 23 mars 2007 (jour du lancement européen de la console) sous forme d'une mise à jour. Le 25 mars, plus de 30 000 PS3 avaient déjà renvoyé des unités de calcul et la puissance totale de calcul de Folding@home atteignait les 952 téraFLOPS, dont 697 pour les PS3. Folding@home a atteint le pétaFLOPS (1015 opérations par seconde) en septembre 2007.
Le 6 novembre 2012, Sony annonce la fin du projet sur sa console de jeux vidéo. Cet arrêt serait dû à l'écart de puissance entre les cartes graphiques apparues en 2012 et la PS3, rendant sans intérêt le calcul sur cette dernière.

## Exemples d'utilisation en recherche biomédicale

### Contribution à la recherche lors de la pandémie de Covid-19
Dans le cadre de la pandémie de Covid-19, Folding@home annonce, le 27 février 2020, qu'une partie de ses efforts porteront sur l'identification de cibles pour un anticorps thérapeutique contre le virus SARS-CoV-2,.
À la suite d'une mobilisation massive le projet dépasse le seuil symbolique de l'exaFLOPS le 25 mars 2020 et atteint une puissance de calcul dix fois supérieure à celle d'IBM Summit, le plus puissant supercalculateur alors en service.

## Projets voisins ou s'appuyant sur Folding@home

### Storage@home
Au milieu de l'année 2009, l'équipe de Stanford a lancé un projet de stockage partagé du nom de Storage@home (en). Son principe était de stocker le résultat des calculs scientifiques sur les ordinateurs personnels des participants à Folding@home plutôt que sur un serveur central à Stanford. Le projet était donc complémentaire de Folding@home. 
Après une phase de tests commencée à la mi 2009,, le projet a rapidement été abandonné puis déclaré inactif en 2011.

### Équipes de minage
Bien que les « plieurs » restent majoritairement anonymes, nombreux sont ceux à s'organiser en équipes, ce qui donne lieu à une « bataille » d'image, notamment à caractère industriel (ex. : équipes d'Amazon, Petrobras ou SAP) ou national (ex. : la Chine, la Russie ou la francophonie), voire commercial (ex. : équipes des cryptomonnaies Curecoin ou Banano). Ce système d'équipe est intégré à l'interface de Folding at home pour ce qui concerne le comptage des points, mais les équipes sont organisées directement par les plieurs entre eux. Le système vise à favoriser l'émulation entre plieurs.

### Le CureCoin
Le CureCoin est une crypto-monnaie en activité depuis 2014, créée par Joshua Smith. Elle est indépendante de l'équipe de recherche de Folding@home de Vijay S. Pande, quoique Joshua Smith affirmait entretenir des liens officieux avec les chercheurs de Stanford. Le principe en est de rétribuer non seulement des « mineurs » participant à la validation des transactions, mais aussi et surtout les contributeurs de Folding@home inscrits dans l'équipe Curecoin. Sur 9 853 CureCoins émis par jour, les mineurs en reçoivent collectivement 1 872 (19 %), tandis que les contributeurs en reçoivent collectivement 7 488 (76 %), chaque individu recevant sa part au prorata de sa participation à l'effort de minage ou de simulation de pliage de protéines. Les 793 (5 %) restants vont aux développeurs et aux financeurs du projet. Cette répartition devait être amenée à évoluer au profit des contributeurs de Folding@home avec le développement de la version 2 de CureCoin au cours de l'année 2018.
Les développeurs du CureCoin prétendent inciter les mineurs de crypto-monnaies à utiliser la puissance de calcul de leurs machines à des fins utiles à la recherche médicale, et non seulement à l'infrastructure technique d'une crypto-monnaie, qui n'est pas sans externalité négative en termes de consommation électrique notamment. Le CureCoin propose une piste pour mettre le matériel informatique des producteurs de crypto-monnaies au service de calculs ayant une utilité extrinsèque à l'usage même de cette cryptomonnaie,,. Il s'inscrit en cela dans un nouveau « paradigme » identifié par certains auteurs dans l'histoire des crypto-monnaies: elles sont de plus en plus nombreuses à s'inscrire dans la mouvance de l'économie sociale et solidaire, dans une démarche parfois évoquée sous l'appellation plus spécifique de « Blockchain4Good ».
Sans qu'il soit possible de dire combien de nouvelles installations de clients Folding@home sont à imputer à l'émergence du CureCoin, l'équipe était en 2018 la première en termes d'unités de travail scientifique effectuées depuis les débuts de Folding@home, et aurait représenté une puissance de calcul de 47 pétaFLOPS en janvier 2018. Elle comptait alors 8 842 processeurs (CPU et GPU) uniques ayant effectué une unité de calcul ou plus aux mois d'avril et de mai 2018, soit un ordre de grandeur de quelques centaines à quelques milliers d'utilisateurs. L'intérêt pour le CureCoin en tant que cryptomonnaie est néanmoins resté très faible, et l'équipe CureCoin sur Folding@home a décliné à la septième place du classement par équipe en juillet 2025.